# Tepehuanes del norte
Tepehuanes quiere decir gente de las montañas. Utilizan el término obhai para referirse a los mestizos o extranjeros.
Los Tepehuanes del Norte son un grupo indígena que habita principalmente en la Sierra Madre Occidental, en los estados de Durango, Chihuahua, y Sinaloa, en México. Su nombre proviene de la palabra "tepehuani", que significa "hombre de las montañas".
Los Tepehuanes del Norte se dividen en dos grupos, los tepehuanes del norte de Durango y los tepehuanes del sur de Chihuahua, aunque comparten muchas características culturales y lingüísticas. Su idioma tradicional es el tepehuán, aunque también hablan español.
Son conocidos por su rica tradición artesanal, especialmente en la producción de cestería, tejidos y alfarería. Sus artesanías son reconocidas por su belleza y calidad. También tienen una fuerte tradición agricultora, cultivando principalmente maíz, frijol y calabaza.
La organización social de los Tepehuanes del Norte es principalmente comunitaria, y cada comunidad elige a sus autoridades de forma democrática. Además, mantienen fuertes lazos con su territorio, al que consideran sagrado y respetan profundamente.
Aunque han enfrentado desafíos históricos, como la pérdida de tierras y la presión del mestizaje, los Tepehuanes del Norte han logrado preservar su identidad cultural y luchan por mantener sus tradiciones y legado ancestral. Actualmente, su población se estima en alrededor de 15,000 personas.

## Gobierno
El gobierno Tepehuan está compuesto por un capitán general, varios gobernadores, seis suplentes, capitanes, sargentos, cabos, oficiales
encargados de la justicia, fiscales y fiesteros. Junto con el capitán general, los gobernadores administran la justicia e intervienen
en la solución de conflictos entre las personas. Los otros integrantes del gobierno ódami también participan en la administración de justicia, en tanto los fiscales están dedicados a limpiar las iglesias y los fiesteros,
al arreglo de los altares.

### Fiestas
Cada comunidad cuenta con un ciclo distinto de fiestas, introducidas a raíz de la evangelización colonial, que son patrocinadas por los mayordomos, elegidos con un año de anticipación para que reúnan los fondos necesarios para pagar los adornos y la res que se sacrifica en ofrenda al santo conmemorado.